# Maria Elena Zavala

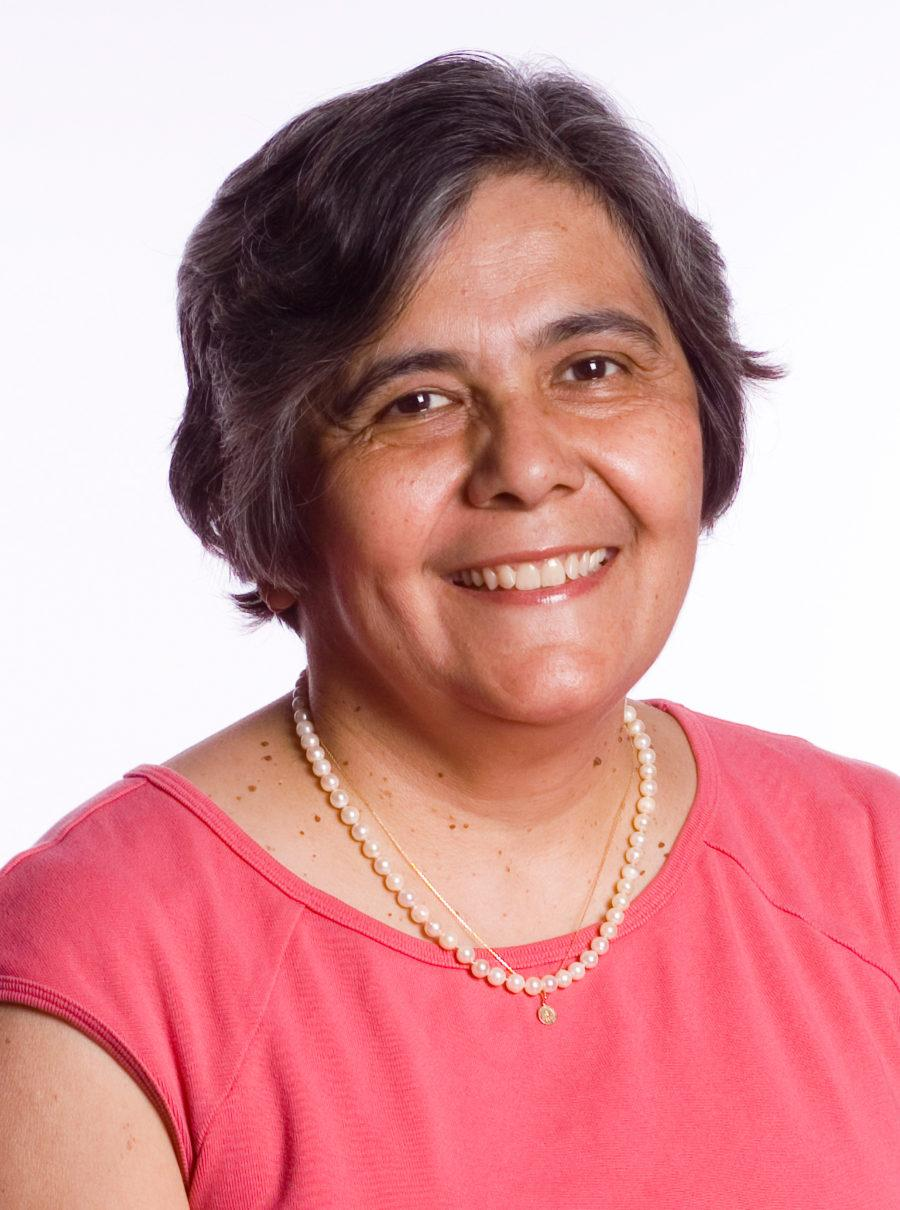
Maria Elena Zavala

Maria Elena Zavala (* 1950 in La Verne, Kalifornien, USA) ist eine amerikanische Biologin und Hochschullehrerin. Sie ist Professorin für Biologie an der California State University, Northridge (CSUN). Sie war die erste Chicana, die ihren Abschluss am Botanik-Department der University of California, Berkeley gemacht hat und die erste Chicana im Land, die auf ihrem Gebiet promoviert hat. Sie erhielt 2000 den Presidential Award of Excellence for Science, Mathematics, and Engineering Mentoring, die höchste nationale Mentoring-Auszeichnung, die vom Weißen Haus der Vereinigten Staaten verliehen wird.

## Leben und Werk
Zavala studierte am Pomona College, wo sie ihren Bachelor of Arts erhielt und promovierte 1978 an der University of California, Berkeley. Sie forschte als Postdoktorandin an der Indiana University, wo sie ein Gewebekultursystem für die Regeneration einer Kautschuk-produzierenden Anlage entwickelte. Danach forschte sie am Landwirtschaftsministerium der Vereinigten Staaten in Albany, Kalifornien, und entwickelte ein Modell der Kryokonservierung für Pflanzengewebe. Nachdem sie das Ford Foundation Post Doctoral Fellowship erhalten hatte, arbeitete sie an der Yale University. Anschließend wurde sie mit der Rosa Parks/Cesar Chavez Visiting Professur an der Michigan State University ausgezeichnet. Seit 1988 forscht sie an der California State University, Northridge (CSUN). Dort fungierte sie als Programmdirektorin mehrerer Programme zur Diversifizierung und Erweiterung der Beteiligung der Wissenschaft an der CSUN.
Sie war die erste Wissenschaftlerin, die die Verteilung des Pflanzenhormons Zytokinin in Wurzeln zeigte. Die Ergebnisse ihrer Arbeit an Pflanzen hat sie in verschiedenen wissenschaftlichen Zeitschriften veröffentlicht. Die Ford Foundation, die National Science Foundation, das Landwirtschaftsministerium der Vereinigten Staaten und die National Institutes of Health haben ihre Forschungen finanziert.
Neben der Forschung an Pflanzen interessiert sie sich für Fragen der Bildungsgerechtigkeit. Sie hat an der Entwicklung naturwissenschaftlicher Lehrpläne für K-12-Lehrer gearbeitet und daran gearbeitet, das Lehren und Lernen in MINT-Fächern zu verbessern. Sie hat Programme entwickelt und geleitet, die darauf abzielen, die Anzahl der Minderheiten in den Naturwissenschaften zu erhöhen. Sie hat auch an Projekten gearbeitet, die darauf abzielen, die Beteiligung von Frauen in der Wissenschaft (American Women in Science, Women In Science and Engineering und Women In Cell Biology) und Minderheiten (American Society of Plant Biologists Minority Affairs Committee und American Society for Cell Biology) zu erhöhen.
Sie war Mitglied der Beratungsgremien der National Institutes of Health und hat Vorschläge für die National Science Foundation, die National Institutes of Health und das Landwirtschaftsministerium der Vereinigten Staaten eingebracht.
Sie war zudem die erste Chicana-Präsidentin der Society for Advancement of Chicanos and Native Americans in Science, einer wissenschaftlichen Minderheitenorganisation in den Vereinigten Staaten.

## Auszeichnungen
- Fellow der American Association for the Advancement of Science
- Fellow der American Society for Plant Biologists
- Presidential Award of Excellence for Science, Mathematics, and Engineering Mentoring, verliehen von Bill Clinton[4][5]

## Veröffentlichungen (Auswahl)
- mit M.E. D.D. Biesboer, P.G. Mahlberg: Callus induction and organogenesis in cultured tissue of guayule (Parthenium argentatum Gray). Phytomorphology 32, 1983.
- mit D.L. Brandon: Localization of a phytohormone using immunocytochemistry. J. Cell Biol. 97, 1983.
- mit B.J. Finkle. 1983. Ultrastructural changes in cultured sugarcane cells following the addition of cryoprotectants at two temperatures. CryoLetters 4, 1983.